# کاروانسرای شاه عباسی مسیر تسوج-مرند
کاروانسرای شاه عباسی مسیر تسوج-مرند تسوج از اعصار قدیم، سه راهی بود که علاوه بر راه شرقی و غربی راهی نیز به شمال داشته و دارد موسوم به راه «بوغارسیق دره» (روده دره) و داش باشی (سرسنگ) مالرو. پیش از این اهالی منطقهٔ تسوج  و حتی سلماس و ارومیه که می‌خواستند به مرند یا قفقاز مسافرت کنند از این راه رفت‌وآمد داشته‌اند در مسیر این راه کوهستانی دو کاروانسرای شاه عباس وجود داشت که اکنون در اثر برف و باران از میان رفته و تنها محل و نام آنها باقی است. در فصل بهار کارگران فصلی که از روستاهای مرند به ارومیه می‌رفتند در گروههای ۵۰ ـ ۶۰ نفری با لباس‌های مخصوص نیلی رنگ مشهور به آرخالیق بافته شده از قدح (یک نوع پارچه) دوخته محلی به تسوج سرازیر می‌شدند و پس از یک شب بیتوته با پای پیاده عازم ارومیه می‌شدند و معاودت نیز همین طور از تسوج برمی‌گشتند. در سر کوه همان جا که محل کاروانسراهای مخروبه بود راه دو شعبه می‌شد یکی وارد دره پیچ در پیچی می‌شد که همان بوغارسیق دره بود و روستاهای کوشک سرای مرند می‌رسد راه مارپیچی دیگر نیز به ارلن می‌رسید.